# Наумова, Римма Павловна
Римма Павловна Наумова (1933—2013) — советский и российский учёный-биолог, педагог, специалист в области физиологии и биохимии микроорганизмов, доктор биологических наук (1985), профессор (1992). Заслуженный профессор КГУ (2009). Заслуженный деятель науки Республики Татарстан (1993).

## Биография
Родилась 19 ноября 1933 года в посёлке Абрамцево Московской области.
С 1951 по 1956 год обучалась на кафедре физиологии растений биолого-почвенного факультета Московского государственного университета, который окончила с отличием. С 1956 по 1961 год занималась научно-исследовательской работой на Северодонецком химическом комбинате в должности заведующей микробиологической лабораторией, была участницей  разработки и внедрения микробиологической технологии очистки сточных вод от капролактама. С 1961 по 1964 год обучалась в аспирантуре МГУ, позже перевелась в Казанский университет где обучалась по кафедре микробиологии и физиологии растений биолого-почвенного факультета, ученица академика В. Н. Шапошникова. 
С 1964 года на педагогической работе в Казанском университете: с 1964 по 1969 год — ассистент кафедры физиологии  растений  и микробиологии, с 1969 по 1976 год — доцент и профессор, с 1976 по 1982  год — заведующая кафедрой микробиологии и с 1982 года профессор этой кафедры. С 1991 год — научный  руководитель  лаборатории  экологической биотехнологии и биомониторинга КГУ, исследования под руководством Р. П. Наумовой были связаны с исследованиями
микробной деструкции синтетических органических соединений, нефти и нефтешламов.
В 1966 году Р. П. Наумова была утверждена в учёной степени кандидат биологических наук по теме: «Превращение капролактама  бактериями», в 1985 году — доктор биологических наук по теме: «Микробный  метаболизм  неприродных ароматических  соединений  в  связи  с  очисткой промышленных сточных вод». В 1969 году приказом ВАК ей было присвоено учёное звание — доцент, в 1992 году — профессор. В 2009 году ей было присвоено почётное звание — Заслуженный профессор КГУ

## Научно-педагогическая деятельность
Основная научно-педагогическая деятельность Р. П. Наумовой связана с вопросами в области биохимии и физиологии микроорганизмов и в области экологической   биотехнологии. Р. П. Наумова является основателем научного направления  «Микробный метаболизм неприродных химических соединений», её научная школа  складывалась из фундаментальных исследований в области микробного метаболизма ксенобиотиков с разработкой и внедрением природоохранных биотехнологий, в этой научной школе изучался большой набор экологически опасных органических веществ, таких как арилполикрбоновые кислоты, кремнийорганические и нитроароматические соединения. В Казанском университете ей были разработаны курсы лекций, такие как «Актуальные проблемы микробиологии» «Биохимия и физиология микроорганизмов» и «Водная и экологическая микробиология». В 1988 году «за практические разработки по обезвреживанию промышленных отходов» Р. П. Наумовой были присуждены бронзовая и серебряная медали ВДНХ СССР, а её монография «Микробный метаболизм неприродных соединений» стала лучшей научной работой и была признана победителем конкурса Государственного комитета СССР по народному образованию. Р. П. Наумова являлась членом Диссертационных и 
Учёных советов КГУ и КНИТУ.
Р. П. Наумова является автором более 150 научных работ, в том числе многочисленных  монографий, двенадцати авторских свидетельств и семь патентов на изобретения. Под её руководством и при непосредственном участии было защищено более шестнадцати кандидатов и докторов наук. 
В 1993 году ей было присвоено почётное звание — Заслуженный деятель науки Республики Татарстан.
Скончалась 16 января 2013 года в Казани на 80-м году жизни.